# Автошлях Т 1644
Автошля́х Т 1644 — автомобільний шлях територіального значення в Одеській області. Проходить територією Болградського району через пункт контролю Лісне — Буджак — Соборне — Бессарабське — Малоярославець 1. Загальна довжина — 59,9 км.

## Маршрут
Автошлях проходить через такі населені пункти:
| Автошлях Т 1644        |        |
| Одеська область        |        |
| Болградський район     |        |
| Лісне (пункт контролю) |        |
| Лісне                  |        |
| Єлизаветівка           |        |
| Буджак                 |        |
| Соборне                |        |
| Бессарабське           | Т 1627 |
| Ярославове             | Т 1645 |
| Прикордонне            |        |
| Малоярославець 1       |        |